# 댄스워
《댄스워》는 2018년에 원더케이 유튜브 채널에서 방송된 댄스 경연 프로그램이다.

## 순위
- 1위 : 사무엘
- 2위 : 라키
- 3위 : 의진
- 4위 : 큐
- 5위 : 유태양
- 6위 : 유
- 7위 : 김동한
- 8위 : 허찬